# Championnat d'Australie de football 1992-1993
Navigation
Saison précédente Saison suivante
La saison 1992-1993 du Championnat d'Australie de football est la dix-septième édition du championnat de première division en Australie.
La NSL (National Soccer League) regroupe quatorze clubs du pays au sein d'une poule unique, où ils s'affrontent deux fois au cours de la saison régulière, à domicile et à l'extérieur. Le titre se dispute entre les six premiers de la première phase par le biais des play-off. Il n'y a ni promotion, ni relégation en fin de saison.
C'est le club de Marconi Fairfield qui remporte la compétition après avoir battu lors du Grand Final le tenant du titre, Adelaide City FC. C'est le quatrième titre de champion d'Australie de l'histoire du club.

## Les clubs participants
| - Marconi Fairfield - Wollongong Wolves - Adelaide City FC - Morwell Falcons - Promu en National Soccer League - Sydney Olympic FC - Brisbane United - Parramatta Eagles | - Heidelberg United - South Melbourne FC - Newcastle Breakers - Preston Lions SC - Melbourne Croatia FC - Sydney Croatia FC - West Adelaide SC |

## Compétition

### Phase régulière
Le barème utilisé pour établir le classement est le suivant :
- Victoire : 2 points
- Match nul : 1 point
- Défaite : 0 point

| Rang | Équipe               | Pts | J  | G  | N | P  | Bp | Bc | Diff |
| ---- | -------------------- | --- | -- | -- | - | -- | -- | -- | ---- |
| 1    | South Melbourne FC   | 58  | 26 | 18 | 4 | 4  | 51 | 23 | +28  |
| 2    | Marconi Fairfield    | 53  | 26 | 17 | 2 | 7  | 57 | 29 | +28  |
| 3    | Adelaide City FCT    | 41  | 26 | 12 | 5 | 9  | 37 | 34 | +3   |
| 4    | Wollongong Wolves    | 39  | 26 | 11 | 6 | 9  | 33 | 27 | +6   |
| 5    | West Adelaide SC     | 39  | 26 | 12 | 3 | 11 | 43 | 39 | +4   |
| 6    | Parramatta Eagles    | 39  | 26 | 11 | 6 | 9  | 39 | 41 | -2   |
| 7    | Sydney City SC       | 39  | 26 | 12 | 3 | 11 | 36 | 41 | -5   |
| 8    | Newcastle Breakers   | 38  | 26 | 10 | 8 | 8  | 38 | 29 | +9   |
| 9    | Sydney Olympic FC    | 34  | 26 | 10 | 4 | 12 | 36 | 31 | +5   |
| 10   | Melbourne Croatia FC | 34  | 26 | 10 | 4 | 12 | 38 | 39 | -1   |
| 11   | Heidelberg UnitedC   | 30  | 26 | 7  | 9 | 10 | 30 | 40 | -10  |
| 12   | Morwell FalconsP     | 28  | 26 | 7  | 7 | 12 | 29 | 43 | -14  |
| 13   | Brisbane United      | 18  | 26 | 5  | 3 | 18 | 32 | 64 | -32  |
| 14   | Preston Lions SC -4  | 18  | 26 | 6  | 4 | 16 | 28 | 45 | -17  |

|  | Qualification pour les play-off                                                            |
|  | Relégation en championnat régional                                                         |
|  | T: Tenant du titre C: Vainqueur de la Coupe d'Australie P: Promu en National Soccer League |

- Preston Lions SC a reçu une pénalité de 4 points pour les troubles causés par ses supporters lors de la saison précédente. De plus, le club se retire en fin de saison pour raisons financières.

### Play-offs
|          | Premier tour      | Premier tour                    | Premier tour |                                                                                                |  | Demi-finale | Demi-finale        | Demi-finale | Demi-finale |  |  | Petite finale      | Petite finale |  |  | Finale            | Finale |
|          |                   |                                 |              |                                                                                                |  |             |                    |             |             |  |  |                    |               |  |  |                   |        |
|          |                   |                                 |              |                                                                                                |  |             |                    |             |             |  |  |                    |               |  |  |                   |        |
|          |                   |                                 |              |                                                                                                |  | 2           | South Melbourne FC | 0           | 0           |  |  |                    |               |  |  |                   |        |
|          |                   |                                 |              |                                                                                                |  | 1           | Marconi Fairfield  | 1           | 7           |  |  |                    |               |  |  |                   |        |
|          |                   |                                 |              |                                                                                                |  |             |                    |             |             |  |  |                    |               |  |  | Marconi Fairfield | 1      |
|          |                   |                                 |              |                                                                                                |  |             |                    |             |             |  |  |                    |               |  |  | Adelaide City     | 0      |
|          | West Adelaide SC  | 1                               | 1            |                                                                                                |  |             |                    |             |             |  |  | South Melbourne FC | 1             |  |  |                   |        |
|          | Adelaide City FC  | 0                               | 2            |                                                                                                |  |             |                    |             |             |  |  | Adelaide City FC   | 3             |  |  |                   |        |
|          |                   |                                 |              |                                                                                                |  |             | Adelaide City FC   | 4           |             |  |  |                    |               |  |  |                   |        |
|          |                   |                                 |              |                                                                                                |  |             | Wollongong Wolves  | 0           |             |  |  |                    |               |  |  |                   |        |
|          | Wollongong Wolves | 3                               | 1            |                                                                                                |  |             |                    |             |             |  |  |                    |               |  |  |                   |        |
|          | Parramatta Eagles | 0                               | 2            |                                                                                                |  |             |                    |             |             |  |  |                    |               |  |  |                   |        |
|          |                   |                                 |              | \| Légende: \| \| Progression de l'équipe défaite \| \| Progression de l'équipe victorieuse \| |  |             |                    |             |             |  |  |                    |               |  |  |                   |        |
| Légende: |                   | Progression de l'équipe défaite |              | Progression de l'équipe victorieuse                                                            |  |             |                    |             |             |  |  |                    |               |  |  |                   |        |

## Bilan de la saison
| Championnat d'Australie de football 1992-1993 |                              |
| Champion                                      | Marconi Fairfield (4e titre) |
| Coupes et trophées                            |                              |
| Vainqueur de la Coupe d'Australie 1992-1993   | Heidelberg United            |
| Promotions et relégations                     |                              |
| Promus en Championnat d'Australie de football | Brunswick Pumas              |
| Relégués                                      | Preston Lions SC (retrait)   |